# Municipio de Carroll (Dakota del Sur)
El municipio de Carroll (en inglés, Carroll Township) era un municipio del condado de Charles Mix, Dakota del Sur, Estados Unidos.

## Geografía
El municipio de Carroll estaba ubicado en las coordenadas 43°27′41″N 98°45′37″O / 43.46139, -98.76028. Según la Oficina del Censo de los Estados Unidos, tenía una superficie total de 76.08 km², de la cual 75,7 km² correspondían a tierra firme y (0,5 %) 0,38 km² era agua.

## Demografía
Según el censo de 2010, había 53 personas residiendo en el municipio de Carroll. La densidad de población era de 0,7 hab./km². De los 53 habitantes, el municipio de Carroll estaba compuesto por el 100 % blancos. Del total de la población el 0 % eran hispanos o latinos de cualquier raza.